# DAT LT
DAT LT — литовская авиакомпания с небольшим флотом, основная деятельность которой направлена на перевозку пассажиров и грузов.

## История
Авиакомпания была создана и начала свою деятельность в 2003 году как Danų Oro Transportas с помощью своего главного акционера Danish Air Transport. 13 апреля 2006 года компания произвела ребрендинг и получила название DOT LT, а в 2019 переименовалась в DAT LT. 
Компания насчитывает 90 сотрудников (по состоянию на 2018 год) и является членом Европейской ассоциации региональных авиакомпаний.

## Направления
От имени Danish Air Transport DAT LT выполняет регулярные рейсы по следующим направлениям:
 Норвегия
- Эрланн — Аэропорт Эрланн
- Осло — Аэропорт Гардермуэн

Остальные самолеты сдаются в аренду и выполняют нерегулярные полеты по контрактам.

## Флот
По состоянию на 2018 год DAT LT эксплуатирует следующие самолеты:

## Происшествия
8 августа 2010 года борт авиакомпании DAT LT ATR 42-300 (бортовой номер LY-DOT) находился на стоянке аэропорта Пори в Финляндии, когда небольшой торнадо поднял его в воздух и ударил левой стойкой шасси о землю. Самолёт восстановлению не подлежал и был утилизирован.